# Katarina Labouré
Katarina Labouré, francoska usmiljenka in svetnica, * 2. maj 1806, Fain-les-Moutiers, 31. december 1876, Reuilly pri Parizu.
Svojemu spovedniku g. Aladelu je pripovedovala o Marijinih prikazovanjih, ki jih je po njenih besedah doživela julija, novembra in decembra 1830 med svojim noviciatom (imenovanim semenišče med hčerami krščanske ljubezni) v kapeli na Rue du Bac v Parizu. 
Znana je po čudodelni svetinji – medalji, ki jo še danes nosijo številni katoličani. 

## Življenjepis

### Mladost
Katarina se je rodila 2. maja 1806 v Fain-lès-Moutiers, burgundski vasi s 396 prebivalci, kot osmi od desetih otrok kmeta Petra Labouréja (1787–1844) ter učiteljice in kmetice Magdalene Gontard (1769–1815), ki je umrla 9. oktobra 1815, ko je bila Katarina stara le devet let. Katarina, ki jo je družina imenovala Zoé, je gojila posebno pobožnost do Device Marije.
Glede na družinske razmere je bila takrat pri dvanajstih letih po obhajilu dana k svoji teti z mlajšo sestro Tonino. 25. januarja 1818 se je vrnila na očetovo kmetijo, kjer je skrbela za hišna opravila, kuhanje in živali (molzla krave, krmila prašiče in 800 golobov), tako da ni hodila v šolo. Njena starejša sestra Marija-Ludovika se je pridružila usmiljenkam.
Ko je bila stara 18 let, je pripovedovala, da je v sanjah videla starega duhovnika pri maši, ki jo je poklical in rekel: »Hči, dobro je skrbeti za bolnike. Zdaj bežiš od mene, a nekega dne boš z veseljem prišla k meni. Bog ima zate svoje načrte. Tega ne pozabi!«
Sestrična se je ponudila, da je Katarino odpeljala v Châtillon-sur-Seine v znani internat, ki ga je ona vodila in kjer se bo naučila brati in pisati. Odločitev, da bo postala redovnica, je potrdila, ko je v hiši usmiljenk v Châtillon-sur-Seine po naključju odkrila podobo Vincencija Pavelskega, ustanovitelja te družbe, v katerem je prepoznala starega duhovnika, ki ga je videla v sanjah.
Njen oče je želel, da bi se poročila, zato jo je poslal na delo v Pariz, kjer je eden od njegovih bratov vodil menzo za delavce. Tam je spoznala bedo ljudi, kar jo je spodbudilo, da se je pridružila usmiljenkam. Po treh mesecih premišljevanja v hiši usmiljenk v Châtillon-sur-Seine je 21. aprila 1830 začela noviciat v materni hiši na Rue du Bac v Parizu. 30. januarja 1831 je naredila zaobljube. 5. februarja 1831 so jo poslali v hospic v Enghien, ki je sprejemal stare ljudi, zlasti nekdanje uslužbence v hiši Orleans. Hospic se je nahajal v vasi Reuilly, jugovzhodno od Pariza. Tam je ostala do konca življenja.
Ta kmečka hči je bila trdnega, celo nekoliko grobega značaja. Skrbela je tudi za kmetijo hospica, hranila perutnino in čistila hlev. »Ostala je neopažena,« je dejala neka sestra. 
Bila je pobožna, vendar je bila nagnjena tudi k videnjem in slutnjam, ki jih je razkrila le svojemu spovedniku in predstojnici. Tako pripoveduje, da je trikrat zaporedoma videla »srce svetega Vincencija Pavelskega« (25. aprila 1830), nato je med noviciatom večkrat videla »Jezusa v evharistiji« in 6. junija 1830 Kristusa Kralja. Vse njeno življenje je zaznamovala globoka tihota.

### Prikazovanja Device Marije
Katarina je samo svojemu spovedniku razkrila, da jo je v času njenega noviciata v noči 18. julija 1830, na predvečer praznika Vincencija Pavelskega, zbudil majhen otrok in ji rekel: »Sestra, vsi trdno spijo. Pridi v kapelo. Sveta Devica te pričakuje.« Vstala je, se oblekla in sledila otroku. Ko je prišla v kapelo, je kmalu zaslišala »šumenje svilene obleke«, ki se je bližala. Tam je bila sveta Devica, sijajna, in ji je dve uri govorila ter ji povedala, da ima Bog zanjo težko poslanstvo.
27. novembra 1830 je Katarina poročala, da se je Devica Marija vrnila med večerno molitvijo. Devica Marija je stala na zemeljski obli, pod nogo je imela strto kačo, na prstih pa prstane različnih barv, iz katerih so na oblo prihajali svetli žarki. Naokoli so se pojavile besede: »O Marija, brez madeža spočeta, prosi za nas, ki se k tebi zatekamo.« Devica je rekla: »To je podoba milosti, ki jih razlijem na tiste, ki me zanje prosijo.« In da bi pojasnila prstane, ki niso izžarevali žarkov, je dodala: »To je podoba milosti, za katere me ljudje pozabijo prositi.« Nato se je zdelo, da se je podoba obrnila. To je druga stran svetinje: velika črka M, Marijina začetnica, in nad njo križ. Pod njo sta dve srci: Jezusovo, kronano s trnjem, in Marijino, prebodeno z mečem, podobo pa obdaja dvanajst zvezd. Katarina je povedala, da je slišala, kako ji je Devica Marija naročila, naj te podobe odnese svojemu spovedniku, in mu reče, naj jih da vgravirati na svetinje, saj bodo »vsi, ki jih bodo z zaupanjem nosili, prejeli moje milosti«.
Devica je Katarino tudi prosila, naj zbere bratovščino Marijinih otrok. Leta 1837 so se na to željo odzvale usmiljenke in lazaristi z ustanovitvijo združenja Otroci Marije Brezmadežne.

### Čudodelna svetinja
Po dveh letih preiskav in opazovanja Katarininega vedénja je duhovnik obvestil pariškega nadškofa, ne da bi razkril identiteto sestre, o prošnji za izdelavo svetinj. Prošnja je bila odobrena in svetinje izdelane. Postale so zelo priljubljene, zlasti med epidemijo kolere leta 1832: v nekaj letih jih je bilo po svetu razdeljenih več milijonov. Kmalu so začeli poročati o čudežih, ki so jih pripisovali tej svetinji. Eden najodmevnejših čudežev, ki ga je Katoliška cerkev priznala po kanonskem postopku, je bila spreobrnitev Juda Alfonza Ratisbonna leta 1842. Njegova spreobrnitev in poznejši vstop v Družbo Jezusovo sta bila zelo odmevna.
Čeprav je bila vera v brezmadežno spočetje Device Marije zelo razširjena, doktrina še ni bila opredeljena in dogma takrat še ni bila razglašena. Papež Pij IX. je 8. decembra 1854 slovesno razglasil dogmo o brezmadežnem spočetju.

### Križ zmage
Nekaj mesecev po koncu revolucije leta 1848 si je Katarina zamislila »križ zmage«, spomenik, ki naj bi ga postavili v Parizu. Hitro je šla dvakrat povedat g. Aladelu (svojemu spovedniku) in to celo zapisala na kraju samem že 30. julija 1848, ker se je bala, da bi pozabila kakšno podrobnost: »Našli se bodo sovražniki vere, ki bodo iskali in hodili okrog križa, pokritega s črno tančico, ki bo vlivala strah v misli ljudi. Toda križ bo zmagal.
Oblikovan bo križ, ki se bo imenoval križ zmage in bo nosil narodno znamenje. Postavljen bo ob strani Notre-Dame, na Trgu žrtev. Tukaj je: križ bo narejen iz dragocenega, tujega lesa. Okrašen bo. Na prečkah bodo zlata jabolka. Kristus bo visok, z glavo, nagnjeno k srcu, z rano na desni strani, kjer teče veliko krvi. Narodna livreja bo na vrhu stebra. Bela barva pomeni nedolžnost, ki plapola na trnovi kroni. Rdeča barva predstavlja kri, modra pa je livreja svete Device.
»Na vznožju križa bo predstavljena celotna revolucija, kot se je zgodila. Podnožje križa se mi je zdelo od 10 do 12 čevljev (približno 3,5 metra) kvadratno, križ pa od 15 do 20 čevljev (4,5 do 6 metrov) visok. Ko bo enkrat postavljen, se mi je zdel visok približno 30 čevljev (9 metrov). Pod tem križem bodo ležali nekateri mrtvi in ranjeni med tako bolečimi dogodki ...«
Tu se je pojavila roka in zaslišal se je glas: »Kri teče!« in pokazala na kri: »Nedolžni umre, pastir daje svoje življenje.« /.../ »Križ se mi je prikazal v vsej svoji lepoti. Naš Gospod je bil, kot da je pravkar umrl. Trnjeva krona na njegovi glavi, /…/ glava nagnjena k srcu.« Toda g. Aladel, njen spovednik, tega ni upošteval. Zato mu je kmalu zatem napisala pismo:
»O tem križu vam govorim, potem ko sem se na dan njegovega praznika in vso osmino posvetovala z dobrim Bogom, z blaženo Devico in našim dobrim očetom svetim Vincencijem, ko sem se mu popolnoma prepustila in ga prosila, naj mi odstrani vse nenavadne misli o tej in mnogih drugih zadevah. Namesto da bi si oddahnila, sem čutila vse večjo potrebo, da vam vse skupaj predstavim v pisni obliki. Zato se iz poslušnosti podrejam. Mislim, da me to ne bo več skrbelo. Z najglobljim spoštovanjem sem vaša hči, predana svetemu Srcu Jezusovemu in Marijinemu.«
Ta križ še danes ni postavljen.

### Konec Katarininega življenja
V letih 1870–1871 je Katarina tako kot vsi meščani doživela obleganje Pariza s strani pruskih vojakov, lakoto in nato še težave Pariške komune, med katero so, kot pravijo, revolucionarji prihajali v samostan prosit za svetinje.
Katarina je ob koncu življenja dejala: »Bila sem le orodje. Blažena Devica se ni prikazala meni. Če je izbrala mene, ne da bi karkoli vedela, je bilo to zato, da nihče ne bi mogel dvomiti o njej.«
Katarina Labouré je umrla 31. decembra 1876 na naslovu Rue de Picpus 12. Vedno je bila diskretna glede svojih videnj, čeprav je ob koncu življenja njena skrivnost, ki jo je ljubosumno varovala 46 let, že nekoliko zastarala. Njene zadnje besede pred smrtjo so bile: »Zakaj bi se bala iti k našemu Gospodu, njegovi Materi in svetemu Vincenciju?« V dneh po njeni smrti so se pred njenim pogrebom k njeni krsti zgrinjale množice ljudi. Neka revna ženska je na vozičku na kolesih pripeljala svojega dvanajstletnega sina, invalidnega od rojstva, ki ga je želela približati krsti. Otrok je nenadoma vstal na noge! To je prvi čudež, ki ga neposredno pripisujejo sestri Katarini.«
Aprila 1896 se je začel postopek za njeno beatifikacijo. Kanonični postopek se je končal leta 1913. Ob njeni skorajšnji beatifikaciji so 21. marca 1933 njeno telo vzeli iz krste. Telo je bilo najdeno v popolnem stanju. Očistili so jo, oblekli v redovno obleko (vključno z belim kornetom s širokimi krili) in jo položili v pozlačen bronast relikviarij v kapeli čudodelne svetinje na Rue du Bac 140 v Parizu. Papež Pij XI. jo je 28. maja 1933 razglasil za blaženo.
Katarino Labouré je 27. julija 1947 kanoniziral papež Pij XII. Njen god je 28. novembra.
Posmrtni ostanki svete Katarine ležijo v kapeli Matere Božje od čudodelne svetinje na Rue du Bac 140, desno od oltarja, pod kipom Device z zemeljsko oblo. V isti kapeli na levi strani je truplo svete Ludovike de Marillac, prve predstojnice usmiljenk. Nedaleč je v kapeli lazaristov (Rue de Sevres) izpostavljeno telo svetega Vincencija Pavelskega.